# Calientes
Calientes fue una telecomedia argentina que se emitió en 2000 por Canal 13. Fue una creación de Pol-ka y fueron protagonizadas por Mauricio Dayub, Andrea Politti, Carina Zampini y Favio Posca entre otros.

## Sinopsis
La tira muestra la buena relación entre tres comercios gastronómicos en una misma cuadra. Esa paz se ve alterada por la llegada de dos inversionistas (Mauricio Dayub y Favio Posca) que deciden comprar un restaurante y adoptar el sistema de delivery reservado -según el pacto entre comerciantes vecinos- para la pizzería, (regenteada por Andrea Politti y Carina Zampini) y la casa de repostería (manejada por Alicia Zanca).
Esta comedia muestra diferentes personajes que giran alrededor de sus negocios y sus repartos a domicilio. Caliente es estar enamorado de la novia de tu mejor amigo. Es esperar esa llamada toda la noche que nunca llega. Trabajar todos los días y no tener a veces ni siquiera para el colectivo. Es saber que están actuando como tontos pero aun así ponen toda su energía en ello.

## Elenco
- Mauricio Dayub como Teo Calderoni.
- Andrea Politti como Mariana Panzeli.
- Carina Zampini como Mercedes "Mecha" Panzeli.
- Alicia Zanca como Claudia.
- Marcelo Cosentino como Franco.
- Erica Rivas como Lucía.
- Agustina Posse como Lala.
- Divina Gloria como Sirena.
- Nicolás Vázquez como Martín Rodríguez.
- Joaquín Furriel como Bruno Calderoni.
- Francisco Fernández de Rosa como Federico Pizzurno.
- Ezequiel Abeijón como Pancho Pizzurno.
- Jorge Sesán como Walter.
- Mercedes Funes como Bárbara Marino Ruíz.
- Eugenia Lencinas como Jose.
- Iván de Pineda como Ignacio Javier Gondes "Nacho".
- Darío Torrens como Damián Araujo.
- Favio Posca como Deacon.
- Melina Petriella como Johana Araujo.
- Brian Caruso como Tachuela.
- Lorena Jiménez como Nandy.
- Catarina Spinetta como Mora Panzeli.
- Jimena Barón como Malena Panzeli.
- Violeta Urtizberea como Tanita.
- Agustín Palermo como Matías.
- Manuel Wirzt como Juan Carlos Araujo Bazán.
- Pablo Wang como Chang.
- Julián Martí como Bocha.
- Rodrigo de la Serna como Leónidas Raimondo.
- Martín Karpan como Rey Valenzuela/Rodrigo.
- Matías Santoianni como Tatín.
- Marcelo Buscosi
- Roberto Ventura como Diego.
- Daniel Chocarro como Anguila.
- Daniel Valdez
- Javier Van de Couter como Turco.
- José Simón
- Fabián Talín
- Diana García
- Javier Bibas
- Rubén Ballester como Roberto Belfatto.
- Paula Siero como Ana.
- Jimena Anganuzzi como Cuca.
- Leonardo Saggese como Guillermo.
- Adrián Batista como Luis.
- Marta Betoldi como Aída.
- Diego Gustavo Díaz como Sebastián/Paulino.
- Cristina Fridman como Beba.
- Mariana Pinamonti como Prostituta.
- Dalma Maradona como Brunella.
- Jorge Areco como Coco.
- Ema Ledo como Doña Iris.
- Lautaro Delgado como Hernán Raimondo.
- Marcela Ferradas como Paula.
- Susana Salerno
- Daniel Rito como Mudo.
- Diego Jakubowicz
- Ezequiel Londinsky
- Mausi Martínez como Leticia.
- Fernanda Caride como Cecilia.
- Rubén Green como Ricardo Marino Ruíz.
- Adriana Ferrer como Clara.
- Luciano Cáceres como Ezequiel.
- Silvia Trawier
- Carlos Rivkin como Néstor.
- Adriana Castro como Mónica López.
- Romina Polnoroff como Natalia.
- Rafael Ferro como Germán.
- Noelia Castaño como Agustina.
- Gustavo Bonfigli como Alberto Rodríguez.
- Deborah Abramson como Marcela.
- Andrés Tiengo como Coco.
- Christian Delfino
- Esteban Meloni como Tobías.
- Mariano Vricella como Roly.
- Ernesto Michel como Andrés Capusso.
- Vanesa Dorrego
- Titina Morales
- Marina Skell como Juana.
- Jorge Alberto Gómez como Comisario.
- Alejandra Aristegui como Carolina Martínez.
- Pablo Rinaldi como Neurólogo.
- Silvina Bosco como María de la Crúz.
- Hugo Dezilio como Petiso.
- Fernando Álvarez
- Horacio Acosta como Juez.
- Anahí Martella como Elena Robles.
- Gabriel Galíndez
- Eduardo Ruderman como Juez.
- Luis Longhi como Luis Velongo.
- Martín Arequio como Ezequiel Feller.
- Mónica Santibañez como Lourdes.
- Victoria Manno
- Darío Levy
- Eugenia Tobal como Alicia.
- Hugo Álvarez como Sr. Giménez Argüello.